# Salperwick
Salperwick (Nederlands: Salperwijk) is een gemeente in het Franse departement Pas-de-Calais (regio Hauts-de-France) en telt 486 inwoners (1999). De plaats maakt deel uit van het arrondissement Sint-Omaars.

## Naam
De plaatsnaam heeft een Oudnederlandse herkomst. De oudste vermelding is uit het jaar 1096 als Salperwich. Het betreft een samenstelling, waarbij het eerste element mogelijk een afleiding is van een plaatsnaam + het suffix -wijk. De betekenis van het eerste deel van de plaatsnaam is onduidelijk, misschien een afleiding van een plaatsnaam met het inwonerssuffix -weri of de verbogen vorm van een adjectief?) en betekenis van het tweede deel is -wijk is woonplaats.
De spelling van de naam van het dorp heeft door de eeuwen heen gevarieerd. Chronologisch heette het achtereenvolgens: Salperwinc 'lees' : Salperwuic (1096) ; Salperwic (1175) ; Salprewiic (1175) ; Salperwing (1177) ; Salperwiic (1180) ; Saupruick (1251) ; Saubruicq (1282) ; Saupruic d’alès Saint Omer (1286) ; Sauperic (1299) ; Sauprehuic (1300) ; Salperwicus (XIII-eeuw) ; Saupervic (in 1350) ; Saubruich (1372) ; Saulprewic (XIV-eeuw) ; Salprewic (XIV-eeuw) ; Salubric (1403) ; Saulpruic (1424) ; Saubruic (1445) ; Sopperwisque (1462) ; Sauperwicq (1464) ; Sapruich (1469) ; Saupprehuict (1479) ; Salpruicq (1480) ; Salbruca (vers 1512) ; Salperwycq (1539-1540) ; Sobruich (1559) ; Solpruike (1560) ; Salpruych (1637-1639) ; Saperwicq (1720) ; Soubruick (1731) ; Salperwich (1739) ; Salpéruick (1774) Hierna kreeg en behield het zijn huidige naam en spellingswijze.

## Geografie
De oppervlakte van Salperwick bedraagt 4,0 km², de bevolkingsdichtheid is 121,5 inwoners per km².
De onderstaande kaart toont de ligging van Salperwick met de belangrijkste infrastructuur en aangrenzende gemeenten.

## Demografie
Onderstaande figuur toont het verloop van het inwonertal (bron: INSEE-tellingen).

## Nabijgelegen kernen
Sint-Omaars, Saint-Martin-au-Laërt, Tilques